# Короткочубые калао
Короткочубые калао (лат. Anorrhinus) — род птиц из семейства птиц-носорогов (Bucerotidae).

## Ареал и образ жизни
Обитают во влажных лесах Юго-Восточной Азии, а также в смежных районах Индии и Китая. Образ жизни короткочубых калао сходен с образом жизни других представителей семейства птиц-носорогов. Живут группами до 15 особей. Гнездятся в естественных дуплах деревьев. Питаются в основном плодами, а также мелкими беспозвоночными и позвоночными животными.

## Классификация
На ноябрь 2024 года в род включают три вида:

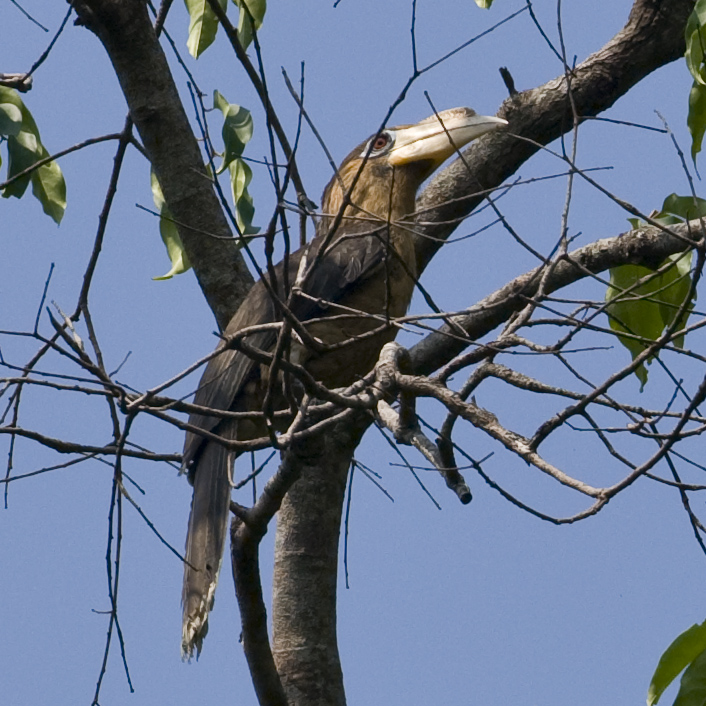
Бурая птица-носорог (Anorrhinus tickelli)

- Anorrhinus austeni
- Anorrhinus galeritus — Короткочубый калао
- Anorrhinus tickelli — Бурая птица-носорог, или бурый калао